# Джей Боумістер
Джей Боумістер (англ. Jay Bouwmeester, нар. 27 вересня 1983, Едмонтон) — канадський хокеїст, захисник клубу НХЛ . Гравець збірної команди Канади.
Олімпійський чемпіон. Володар Кубка Стенлі.

## Ігрова кар'єра
Хокейну кар'єру розпочав 1998 року в ЗХЛ виступами за команду «Медисин-Гат Тайгерс».
2002 року був обраний на драфті НХЛ під 3-м загальним номером командою «Флорида Пантерс». 11 листопада 2002 відзначився першим голом в НХЛ у матчі проти «Чикаго Блекгокс». У сезоні 2003–04 Джей провів у складі «пантер» 61 гру та набрав 20 очок. Під час локауту 2004–05 канадець захищав кольори клубів АХЛ «Сан-Антоніо Ремпедж» та «Чикаго Вулвс».
У сезоні 2005–06 Боумістер набрав 46 очок у 82-х матчах. Був запрошений до національної збірної Канади замість травмованого Скотта Нідермаєра.
У наступному сезоні Джей також відіграв 82-а матча з 12-ма голами в активі. Також вперше відіграв матч усіх зірок НХЛ у Далласі.
У сезоні 2007–08 Боумістер записав до свого активу 15 голів та уклав новий однорічний контракт з «пантерами». Наступний сезон став останнім для Джея у «Флориді».
З 2009 по 2013 канадець захищав кольори «Калгарі Флеймс». 1 квітня 2013 Боумістера продали до «Сент-Луїс Блюз». Сторони уклали п'ятирічний контракт. У першій половині сезону 2018–19	сторони продовжили контракт на один рік.

## На рівні збірних
Був гравцем молодіжної збірної Канади, у складі якої брав участь у 21 іграх. 
У складі національної збірної Канади учасник зимових Олімпійських ігор 2006, учасник чемпіонатів світу 2003, 2004, 2008 та 2012 років, учасник Кубків світу 2004 та 2016.

## Досягнення
- Чемпіон світу — 2003, 2004.
- Володар Кубка світу — 2004, 2016.
- Срібний призер молодіжного чемпіонату світу — 2002.
- Учасник матчу всіх зірок НХЛ — 2007, 2009.[7]
- Олімпійський чемпіон — 2014.
- Володар Кубка Стенлі — 2019.[14]

## Статистика

### Клубні виступи
| Сезон        | Клуб                  | Ліга         | Регулярний сезон | Регулярний сезон | Регулярний сезон | Регулярний сезон | Регулярний сезон | Плей-оф | Плей-оф | Плей-оф | Плей-оф | Плей-оф |
| Сезон        | Клуб                  | Ліга         | І                | Г                | П                | О                | ШХ               | І       | Г       | П       | О       | ШХ      |
| ------------ | --------------------- | ------------ | ---------------- | ---------------- | ---------------- | ---------------- | ---------------- | ------- | ------- | ------- | ------- | ------- |
| 1998–99      | «Медисин-Гат Тайгерс» | ЗХЛ          | 8                | 2                | 1                | 3                | 2                | —       | —       | —       | —       | —       |
| 1999–00      | «Медисин-Гат Тайгерс» | ЗХЛ          | 64               | 13               | 21               | 34               | 26               | —       | —       | —       | —       | —       |
| 2000–01      | «Медисин-Гат Тайгерс» | ЗХЛ          | 61               | 14               | 39               | 53               | 44               | —       | —       | —       | —       | —       |
| 2001–02      | «Медисин-Гат Тайгерс» | ЗХЛ          | 61               | 11               | 50               | 61               | 42               | —       | —       | —       | —       | —       |
| 2002–03      | «Флорида Пантерс»     | НХЛ          | 82               | 4                | 12               | 16               | 14               | —       | —       | —       | —       | —       |
| 2003–04      | «Сан-Антоніо Ремпедж» | АХЛ          | 2                | 0                | 1                | 1                | 2                | —       | —       | —       | —       | —       |
| 2003–04      | «Флорида Пантерс»     | НХЛ          | 61               | 2                | 18               | 20               | 30               | —       | —       | —       | —       | —       |
| 2004–05      | «Сан-Антоніо Ремпедж» | АХЛ          | 64               | 4                | 13               | 17               | 50               | —       | —       | —       | —       | —       |
| 2004–05      | «Чикаго Вулвс»        | АХЛ          | 18               | 6                | 3                | 9                | 12               | 18      | 0       | 0       | 0       | 14      |
| 2005–06      | «Флорида Пантерс»     | НХЛ          | 82               | 5                | 41               | 46               | 79               | —       | —       | —       | —       | —       |
| 2006–07      | «Флорида Пантерс»     | НХЛ          | 82               | 12               | 30               | 42               | 66               | —       | —       | —       | —       | —       |
| 2007–08      | «Флорида Пантерс»     | НХЛ          | 82               | 15               | 22               | 37               | 72               | —       | —       | —       | —       | —       |
| 2008–09      | «Флорида Пантерс»     | НХЛ          | 82               | 15               | 27               | 42               | 68               | —       | —       | —       | —       | —       |
| 2009–10      | «Калгарі Флеймс»      | НХЛ          | 82               | 3                | 26               | 29               | 48               | —       | —       | —       | —       | —       |
| 2010–11      | «Калгарі Флеймс»      | НХЛ          | 82               | 4                | 20               | 24               | 44               | —       | —       | —       | —       | —       |
| 2011–12      | «Калгарі Флеймс»      | НХЛ          | 82               | 5                | 24               | 29               | 26               | —       | —       | —       | —       | —       |
| 2012–13      | «Калгарі Флеймс»      | НХЛ          | 33               | 6                | 9                | 15               | 16               | —       | —       | —       | —       | —       |
| 2012–13      | «Сент-Луїс Блюз»      | НХЛ          | 14               | 1                | 6                | 7                | 6                | 6       | 0       | 1       | 1       | 0       |
| 2013–14      | «Сент-Луїс Блюз»      | НХЛ          | 82               | 4                | 33               | 37               | 20               | 6       | 0       | 1       | 1       | 2       |
| 2014–15      | «Сент-Луїс Блюз»      | НХЛ          | 72               | 2                | 11               | 13               | 24               | 6       | 0       | 0       | 0       | 2       |
| 2015–16      | «Сент-Луїс Блюз»      | НХЛ          | 72               | 3                | 16               | 19               | 18               | 20      | 0       | 4       | 4       | 24      |
| 2016–17      | «Сент-Луїс Блюз»      | НХЛ          | 81               | 1                | 14               | 15               | 28               | 11      | 0       | 0       | 0       | 4       |
| 2017–18      | «Сент-Луїс Блюз»      | НХЛ          | 35               | 2                | 5                | 7                | 16               | —       | —       | —       | —       | —       |
| 2018–19      | «Сент-Луїс Блюз»      | НХЛ          | 78               | 3                | 14               | 17               | 40               | 26      | 0       | 7       | 7       | 18      |
| 2019–20      | «Сент-Луїс Блюз»      | НХЛ          | 56               | 1                | 8                | 9                | 20               | —       | —       | —       | —       | —       |
| Усього в НХЛ | Усього в НХЛ          | Усього в НХЛ | 1240             | 88               | 336              | 424              | 635              | 75      | 0       | 13      | 13      | 50      |

### Збірна
| Рік                | Команда            | Турнір             | Місце              | І  | Г | П | О  | ШХ |
| ------------------ | ------------------ | ------------------ | ------------------ | -- | - | - | -- | -- |
| 2000               | Канада             | МЧС                | 3                  | 7  | 0 | 0 | 0  | 2  |
| 2001               | Канада             | МЧС                | 3                  | 7  | 0 | 2 | 2  | 6  |
| 2002               | Канада             | МЧС                | 2                  | 7  | 0 | 2 | 2  | 10 |
| 2003               | Канада             | ЧС                 | 1                  | 9  | 3 | 4 | 7  | 4  |
| 2004               | Канада             | ЧС                 | 1                  | 9  | 2 | 1 | 3  | 0  |
| 2004               | Канада             | КС                 | 1                  | 4  | 0 | 0 | 0  | 0  |
| 2006               | Канада             | ОІ                 | 7-е                | 6  | 0 | 0 | 0  | 0  |
| 2008               | Канада             | ЧС                 | 2                  | 9  | 0 | 0 | 0  | 4  |
| 2012               | Канада             | ЧС                 | 5-е                | 8  | 0 | 2 | 2  | 0  |
| 2014               | Канада             | ОІ                 | 1                  | 6  | 0 | 1 | 1  | 0  |
| 2016               | Канада             | КС                 | 1                  | 6  | 0 | 1 | 1  | 4  |
| Молодіжна збірна   | Молодіжна збірна   | Молодіжна збірна   | Молодіжна збірна   | 21 | 0 | 4 | 4  | 18 |
| Національна збірна | Національна збірна | Національна збірна | Національна збірна | 57 | 5 | 9 | 14 | 12 |